# Badonyi Vali

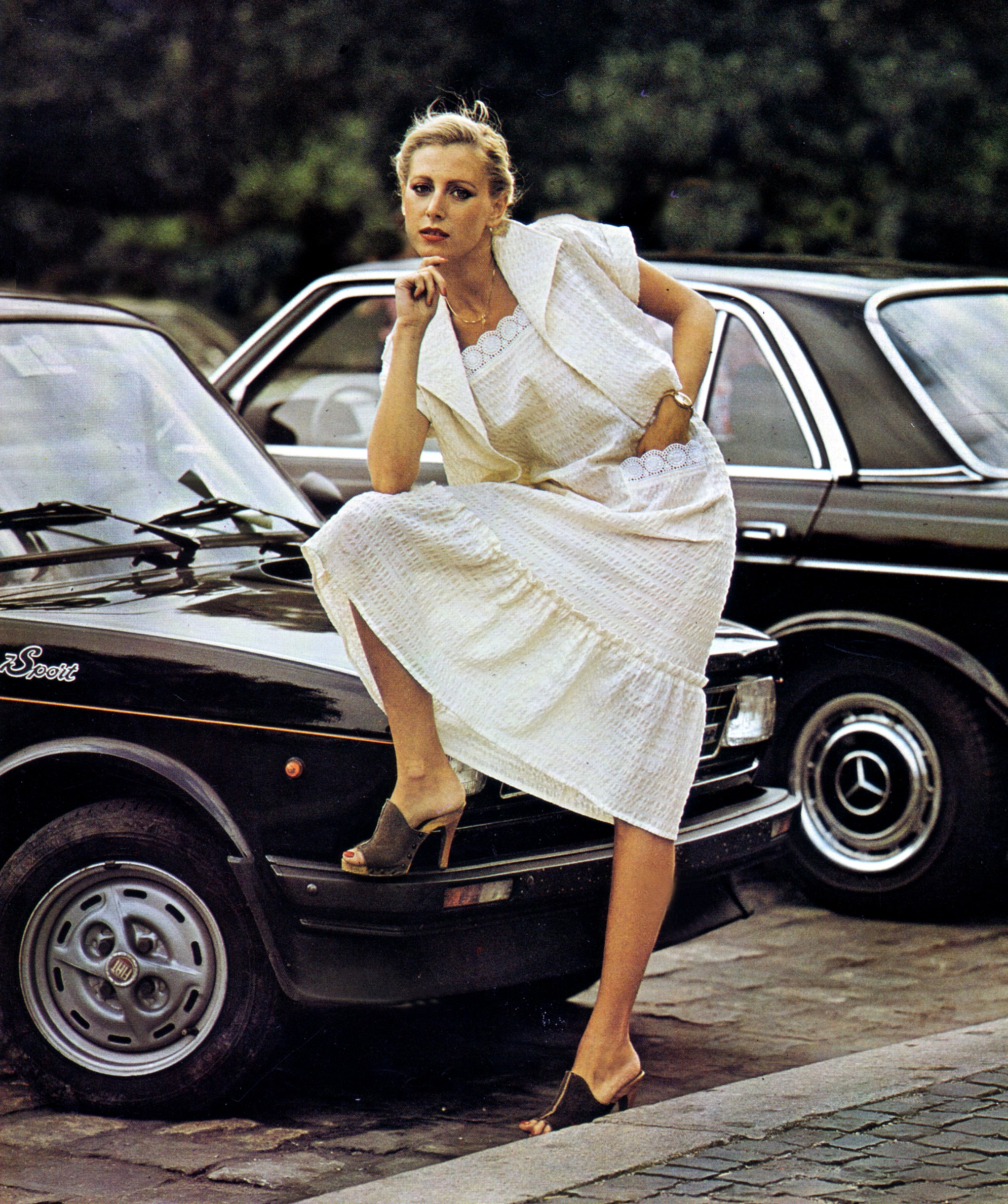
Rózsavölgyi Gyöngyi felvétele

Badonyi Vali magyar modell, manöken.

## Élete

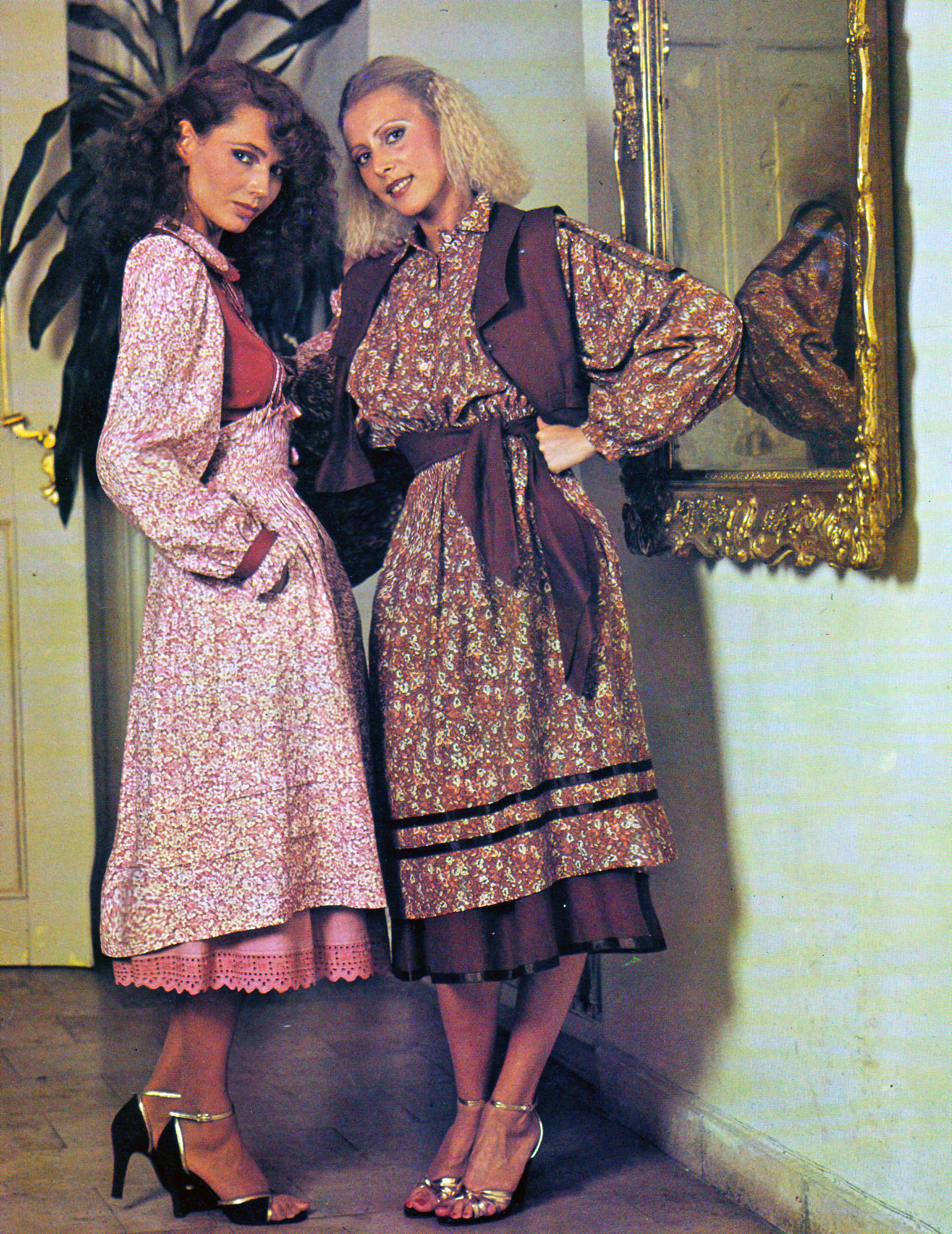
Évszakok; Bolyos Ibolya és Badonyi Vali

Az 1970–80-as évek egyik legismertebb manökenje volt. közgazdasági technikumot végzett, majd kozmetikus szakmunkás-bizonyítványt szerzett. Az Állami Artistaképző Intézet keretében lebonyolított manökentanfolyamra jelentkezett, a vizsgán kiváló minősítést kapott.  
1976-ban a Budapest és a Rotschild Szalon (Rotschild Klára), ami később Clára Szalon nevet kapta,  bemutatóival kezdett manökenként dolgozni. Két év múlva már a  magyarországi bemutatók mellett fellépett például a Szovjetunióban, Bulgáriában, NDK-ban, Jugoszláviában, Ausztriában és Svédországban is. 
Rendszeresen sportolt, egy kolléganőjével naponta futott a Tabánban. A három kilométeres futást rendszerint úszás követte. Nyáron kerékpártúrázni ment a budai kirándulóhelyekre. 
Számos újságban, címlapon, plakáton, kártyanaptáron szerepelt. Egyik legemlékezetesebb fotója Tóth József életbiztosítás-plakátja volt.
Az Ez a Divat szerkesztőségél is foglalkoztatták, szinte havonta jelentek meg képei a havilapban. Más újságokban is rendszeresen jelentek meg fotói, de divatbemutatókon is rendszeresen részt vett, külföldön és belföldön egyaránt.
Látható volt különböző reklámfilmekben, show-műsorokban, amelyekben manökenek is dolgoztak, például Korda György vagy Sándor Pál show-műsorában. Komolyabb szerepet az 1987-ben Tímár Péter által rendezett Moziklip című filmben kapott, amelyben Komár Lászlóval szerepelt együtt.
Két férje volt, az első Tahi József színész. Manökeniskolában tanít.

## Fotósai voltak
Többek közt: Bacsó Béla, Fábry Péter, Lengyel Miklós, Módos Gábor, Fenyő János, Tóth József és Rózsavölgyi Gyöngyi, Jávor István fotóművészek.